# Козеевский ручей
Козе́евский ручей (встречается также написание — Казе́евский ручей) — водоток в районе Отрадное Северо-Восточного административного округа Москвы, нижний правый приток Чермянки. Поверхностное течение отсутствует, река протекает в подземном коллекторе.
Длина ручья составляет 2,6 км. Исток расположен у пересечения улиц Декабристов и Бестужевых. Водоток в коллекторе проходит на восток вдоль Северного бульвара и проезда Дежнёва. Устье расположено к юго-западу от пересечения проезда Дежнёва с Заповедной улицей. Своё название ручей получил от бывшей деревни Козеево, которая находилась в низовьях.
При застройке жилого района на месте деревни Козеево речное русло искусственно отвели в обгонный коллектор Чермянки. Коллектор Козеевского ручья однониточный, в низовьях сооружён из бетонных колец диаметром два метра, к верховьям уменьшается до 1,2 метра.